# Lichia
Lichia – rodzaj ryb okoniokształtnych z rodziny ostrobokowatych (Carangidae).

## Zasięg występowania
Wody słonawe i słone w południowo-zachodniej części Oceanu Indyjskiego, wokół wybrzeży Południowej Afryki i Mozambiku.

## Klasyfikacja
Gatunki zaliczane do tego rodzaju:
- Lichia amia – lichia długopyska[3], lichia[4], amia[5]